# Coppa delle Coppe 1973-1974 (pallacanestro maschile)
La Coppa delle Coppe 1973-1974 di pallacanestro maschile venne vinta dalla Stella Rossa Belgrado.

## Risultati

### Primo turno
| Squadra 1  | Totale   | Squadra 2 | Andata | Ritorno |
| ---------- | -------- | --------- | ------ | ------- |
| MTV Gießen | 201 - 96 | Falcon    | 112-51 | 89-45   |

### Secondo turno
| Squadra 1              | Totale    | Squadra 2              | Andata | Ritorno |
| ---------------------- | --------- | ---------------------- | ------ | ------- |
| Śląsk Wrocław          | 172 - 176 | Alsace Bagnolet        | 91-84  | 81-92   |
| 17 Nëntori Tirana      | 163 - 213 | Stella Rossa Belgrado  | 93-99  | 70-114  |
| MAFC                   | 123 - 137 | Olympiakos Pireo       | 67-67  | 56-70   |
| MTV Gießen             | 156 - 167 | CSKA Sofia             | 75-74  | 81-93   |
| TED Ankara Kolejliler  | 2 - 0     | Beitar Gerusalemme     | 2-0    |         |
| Saclà Asti             | 206 - 124 | Pregassona             | 115-47 | 91-77   |
| Mounier Wels           | 201 - 143 | Wydad Casablanca       | 116-66 | 85-77   |
| Benfica                | 152 - 168 | Estudiantes Monteverde | 91-75  | 61-93   |
| Royal Molenbeek        | 194 - 163 | Helsingborg            | 106-82 | 88-81   |
| Embassy All Stars      | 160 - 226 | Spartak ZJŠ Brno       | 84-103 | 76-123  |
| Paisley                | 144 - 169 | Spartak Mamer          | 51-64  | 93-105  |
| Helsingin Kisa-Toverit | 141 - 180 | Steaua Bucarest        | 78-75  | 63-105  |

### Ottavi di finale
| Squadra 1             | Totale    | Squadra 2              | Andata | Ritorno |
| --------------------- | --------- | ---------------------- | ------ | ------- |
| Alsace Bagnolet       | 180 - 194 | Stella Rossa Belgrado  | 94-92  | 86-102  |
| Olympiakos Pireo      | 136 - 138 | CSKA Sofia             | 67-59  | 69-79   |
| TED Ankara Kolejliler | 94 - 168  | Saclà Asti             | 43-79  | 51-89   |
| Mounier Wels          | 154 - 181 | Estudiantes Monteverde | 89-92  | 65-89   |
| Royal Molenbeek       | 177 - 210 | Spartak ZJŠ Brno       | 94-96  | 83-114  |
| Spartak Mamer         | 154 - 225 | Steaua Bucarest        | 77-108 | 77-117  |

### Quarti di finale

#### Gruppo A
|    | Squadra               | G | V | P | PF  | PS  | Dif | P.ti |
| -- | --------------------- | - | - | - | --- | --- | --- | ---- |
| 1. | Stella Rossa Belgrado | 2 | 2 | 0 | 342 | 333 | +9  | 4    |
| 2. | Saclà Asti            | 2 | 1 | 1 | 331 | 315 | +16 | 3    |
| 3. | CSKA Sofia            | 2 | 0 | 2 | 294 | 319 | -25 | 2    |

#### Gruppo B
|    | Squadra                | G | V | P | PF  | PS  | Dif | P.ti |
| -- | ---------------------- | - | - | - | --- | --- | --- | ---- |
| 1. | Spartak ZJŠ Brno       | 2 | 1 | 1 | 349 | 330 | +19 | 3    |
| 2. | Estudiantes Monteverde | 2 | 1 | 1 | 313 | 323 | -10 | 3    |
| 3. | Steaua Bucarest        | 2 | 1 | 1 | 297 | 306 | -9  | 3    |

|  | Qualificate alle semifinali |
|  | Eliminata                   |

### Semifinali
| Squadra 1              | Totale    | Squadra 2             | Andata | Ritorno |
| ---------------------- | --------- | --------------------- | ------ | ------- |
| Estudiantes Monteverde | 159 - 183 | Stella Rossa Belgrado | 74-79  | 85-104  |
| Saclà Asti             | 157 - 158 | Spartak ZJŠ Brno      | 86-70  | 71-88   |

### Finale
| Squadra 1             | Risultato | Squadra 2        |
| --------------------- | --------- | ---------------- |
| Stella Rossa Belgrado | 86 - 75   | Spartak ZJŠ Brno |

| Coppa delle Coppe 1973-1974     |
| ------------------------------- |
| Stella Rossa Belgrado 1º titolo |

## Formazione vincitrice
| N° | Naz.                  | Ruolo | Sportivo            |  | Alt. |  |
| -- | --------------------- | ----- | ------------------- |  | ---- |  |
| 4  | Jugoslavia (bandiera) | P     | Goran Rakočević     |  |      |  |
| 5  | Jugoslavia (bandiera) | A     | Zoran Lazerević     |  |      |  |
| 6  | Jugoslavia (bandiera) | A     | Ivan Sarjanović     |  |      |  |
| 7  | Jugoslavia (bandiera) | C     | Božidar Pešić       |  |      |  |
| 8  | Jugoslavia (bandiera) | C     | Radivoje Živković   |  |      |  |
| 10 | Jugoslavia (bandiera) | A     | Dragan Kapičić      |  |      |  |
| 11 | Jugoslavia (bandiera) | A     | Ljubodrag Simonović |  |      |  |
| 12 | Jugoslavia (bandiera) | C     | Dragiša Vučinić     |  |      |  |
| 13 | Jugoslavia (bandiera) | C     | Ljupče Žugić        |  |      |  |
| 15 | Jugoslavia (bandiera) | P     | Zoran Slavnić       |  |      |  |
|    | Jugoslavia (bandiera) | A     | Zoran Latifić       |  |      |  |
|    | Jugoslavia (bandiera) | C     | Vesko Pajović       |  |      |  |
|    | Jugoslavia (bandiera) |       | Dragoje Jovašević   |  |      |  |
|    | Jugoslavia (bandiera) | All.  | Aza Nikolić         |  |      |  |